# Niko Lozančić
Niko Lozančić (Kakanj, 1957.) bosanskohercegovački hrvatski političar. Od 2003. do 2007. bio je predsjednik Federacije Bosne i Hercegovine.
Republika Hrvatska ga tereti da je tri godine nezakonito primao povlaštenu mirovinu, pri čemu je stekao protupravnu materijalnu korist u iznosu od 600.000 kn, te mu prijeti zatvorska kazna. Sudski postupak je u tijeku.

## Vanjska poveznica
http://www.hdzbih.org/hr/stranice/prikaz/zivotopis-niko-lozancic  Arhivirana inačica izvorne stranice od 19. kolovoza 2010. (Wayback Machine)